# فرناندو آرسگا
فرناندو آرسگا (اسپانیایی: Fernando Arcega‎؛ زادهٔ ۳ سپتامبر ۱۹۶۰) بازیکن بسکتبال اهل اسپانیا بود.
وی در مسابقات کشوری و بین‌المللی در مجموع برندهٔ ۲ مدال نقره، ۲ مدال برنز شده‌است.